# Sistema de Comunicação Roberto Montoro
O Grupo Roberto Montoro é um conglomerado de empresas pertencentes ao empresário  Roberto Montoro, fundada em 1969, com sede em Araraquara, concentradas especificamente nas áreas de rádio e comunicação.

## Empresas

### Televisão:
- TV Morada do Sol

### Rádios:
- AD Belém FM
- Cultura FM
- Morada FM
- Morada FM Litoral
- Hot Mix FM
- Rádio A+ Morada
- Rádio Mulher AM
- Sertaneja FM
- Única FM

### Publicidade:
- Lex - Out of Home

## Ver mais
- Lista de meios de comunicação em Araraquara